# Ribera Alta (comarca)
La Ribera Alta è una delle 34 comarche della Comunità Valenciana, con una popolazione di 213 553 abitanti in maggioranza di lingua valenciana; suo capoluogo è Alzira (in castigliano: Alcira).
Amministrativamente fa parte della provincia di Valencia, che comprende 17 comarche.

## Comuni

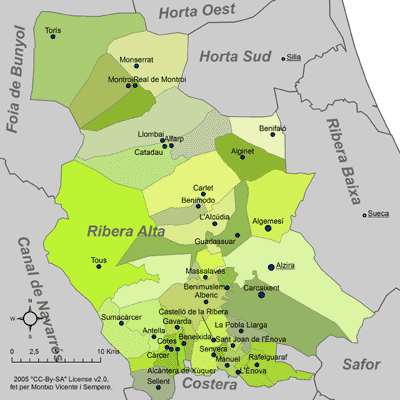
Municipalities of Ribera Alta

- Alberic
- Alcàntera de Xúquer
- L'Alcúdia
- Alfarp
- Algemesí
- Alginet
- Alzira
- Antella
- Beneixida
- Benifaió
- Benimodo
- Benimuslem
- Carcaixent
- Càrcer
- Carlet
- Castelló de la Ribera
- Catadau
- Cotes
- L'Ènova
- Gavarda
- Guadassuar
- Llombai
- Manuel
- Masalavés
- Montroy
- Montserrat
- La Pobla Llarga
- Rafelguaraf
- Real
- Sallent de Xàtiva
- San Juan de Énova
- Senyera
- Sumacàrcer
- Tous
- Turís

## Economia
La comarca di Ribera Alta basava la sua economia principalmente nella coltivazione di arance, già a partire dal XVIII secolo. Dalla seconda metà del XX secolo l'industria diventa il settore dominante, concentrandosi prevalentemente nella municipalità di Alzira, così come il commercio.